# Anatoli Soloviov
Pour les articles homonymes, voir Soloviov.
 (janvier 2019).
Anatoli Iakovlevitch Soloviov (en russe : Анатолий Яковлевич Соловьёв) est un cosmonaute soviétique puis russe, né le 16 janvier 1948, à Rīga.

## Formation
Anatoli Soloviov sort diplômé de l'École militaire supérieure d'aviation « Komsomol léniniste » de Tchernigov en 1972.

## Activités de spationaute
Il a servi de 1972 à 1976 comme pilote et commandant senior dans la zone militaire d'Extrême-Orient. Depuis août 1976, il a été étudiant-cosmonaute au centre de formation des cosmonautes Iouri-A.-Gagarine. Après avoir accompli sa formation générale de l'espace en janvier 1979, il devient pilote d'essai de troisième classe et cosmonaute d'essai.
De 1979 à 1984, il suit la formation pour un vol à bord du véhicule de transport Soyouz-T et les stations orbitales Saliout 7 et Mir. Il est sélectionné deux fois comme commandant d'équipage de réserve (doublures), en 1981 et 1987, avant d'effectuer son premier vol en 1988. Il effectuera ensuite 6 vols (dont 3 de plus de 6 mois), dont l'un sur une navette spatiale américaine.
- Le 7 juin 1988, il s'envole à bord de Soyouz TM-5 en tant que membre de l'expédition Mir EP-2, équipage soviéto-bulgare international. Il revient sur Terre à bord de Soyouz TM-4 le 17 juin 1988.
- Le 11 février 1990, il décolle à bord de Soyouz TM-9 en tant que membre de l'expédition Mir EO-6, pour un vol de long-durée (179 jours) à bord de la station Mir. Il atterrit le 9 août 1990.
- Le 27 juillet 1992, il décolle à bord du vaisseau Soyouz TM-15 en direction de Mir, en tant que membre de l'expédition Mir EO-12. Il revient sur Terre le 1er février 1993.
- Le 27 juin 1995, il décolle à bord de la navette spatiale Atlantis, lors de la mission STS-71, à destination de Mir, en tant que membre d'équipage de l'expédition Mir EO-19. Il revient sur Terre à bord de Soyouz TM-21 le 11 septembre 1995.
- Le 5 août 1997, il décolle à bord de Soyouz TM-26 en direction de Mir, en tant que membre de l'expédition Mir EO-24. Il revient sur Terre le 19 février 1998.

Il a également été le commandant de l'équipage russe de secours de l'expédition Mir-18 sur le vaisseau spatial Soyouz TM-21 en tant qu'élément du programme MIR-Navette.

## Records
Anatoli Soloviov détient un double record :
- Le plus grand nombre de sorties extravéhiculaires : 16.
- La plus longue durée cumulée en sorties extravéhiculaires : 77 heures, 41 minutes.

## Décorations
Il a été décoré de l'ordre de Lénine et de la médaille de l'Étoile d'or, de l'ordre de la révolution d'Octobre, de l'ordre de l'Amitié des peuples, et de six médailles militaires.